# Golestan (Provinz)

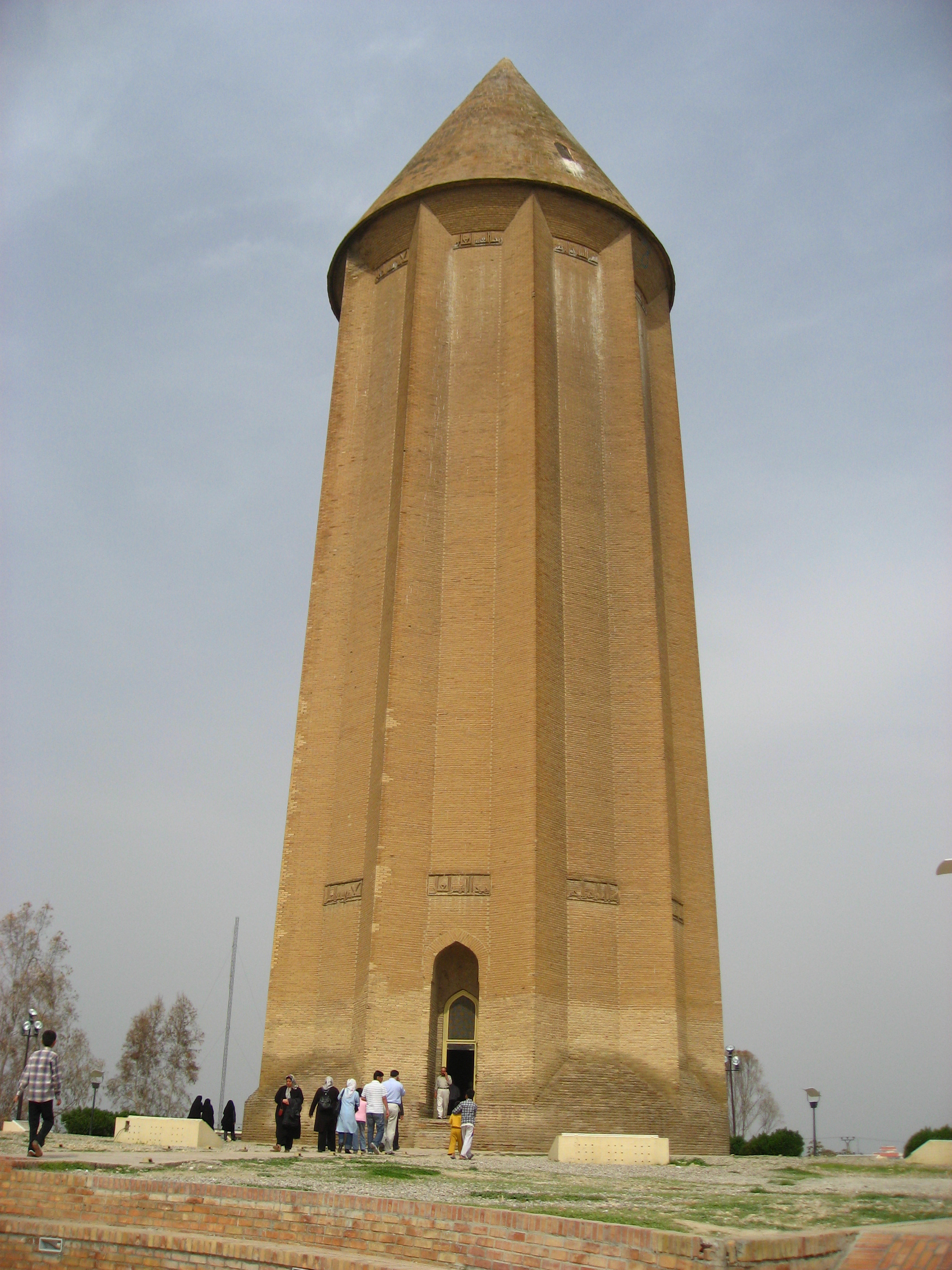
Der Gonbad-e Qabus, das Mausoleum des Ziyariden-herrschers Qabus (reg. 978–1012) in Gorgan

Golestan (persisch استان گلستان Ostan-e Golestan, DMG Ostān-e Golestān, aserbaidschanisch Gülüstan, kurdisch گوڵستان Gulistan) ist eine Provinz im Norden Irans an der Südost-Küste des Kaspischen Meers gelegen. Ihre Hauptstadt ist Gorgan (گرگان).
In der Provinz leben 1.868.819 Menschen (Volkszählung 2016). Die Provinz umfasst 20.195 Quadratkilometer und hat eine Bevölkerungsdichte von 93 Einwohner pro Quadratkilometer.
Bis 1997 gehörte es zur Provinz Mazandaran. Neben Persern sind auch Aserbaidschaner, Kurden und Turkmenen in der Provinz beheimatet.

## Die größten Städte
(VZ = Volkszählung)
| Rang | Stadt             | Einwohner (VZ 2016) |
| ---- | ----------------- | ------------------- |
| 1.   | Gorgan            | 350.676             |
| 2.   | Gonbad-e Qabus    | 151.910             |
| 3.   | Bandar-e Torkaman | 53.970              |
| 4.   | Aliabad           | 52.838              |
| 5.   | Azadschahr        | 43.760              |
| 6.   | Kordkuy           | 39.881              |
| 7.   | Kalaleh           | 36.176              |
| 8.   | Aq Qal’eh         | 35.116              |
| 9.   | Minudascht        | 30.085              |
| 10.  | Galikasch         | 23.394              |

Quelle: Iranische Statistikbehörde
Die Stadt Gorgan wurde bis 1937 Esterabad oder Astarabad genannt.

## Verwaltungsgliederung
Die Provinz Golestan gliedert sich in 14 Verwaltungsbezirke (Schahrestan).
| Karte          | Schahrestan   | Schahrestan | Bevölkerung (2016) | Bevölkerung (2016) | Bevölkerung (2016) | Bevölkerung (2016) |
| Karte          | Transkribiert | Farsi       | Gesamt             | Stadt              | Land               | Nomaden            |
| -------------- | ------------- | ----------- | ------------------ | ------------------ | ------------------ | ------------------ |
|                | Āgh Ghalā     | آق قلا      | 132.733            | 42.119             | 90.614             | 0                  |
| ʿAliyābād      | علیآباد       | 140.709     | 80.511             | 60.197             | 1                  |                    |
| Āzādschahr     | آزادشهر       | 96.803      | 54.887             | 41.915             | 1                  |                    |
| Bandar-e Gaz   | بندر گز       | 46.130      | 27.392             | 18.738             | 0                  |                    |
| Gālikasch      | گالیکش        | 63.173      | 23.394             | 39.779             | 0                  |                    |
| Gomischān      | گميشان        | 68.773      | 36.396             | 32.376             | 1                  |                    |
| Gonbad-e Kāwus | گنبد کاووس    | 348.744     | 154.404            | 193.671            | 669                |                    |
| Gorgān         | گرگان         | 480.541     | 365.682            | 114.837            | 22                 |                    |
| Kalāle         | كلاله         | 117.319     | 41.953             | 75.366             | 0                  |                    |
| Kordkuy        | کردکوی        | 71.270      | 39.881             | 31.389             | 0                  |                    |
| Marāwe Tappe   | مراوهتپه      | 60.953      | 8.671              | 51.319             | 963                |                    |
| Minudascht     | مینودشت       | 75.483      | 30.085             | 45.398             | 0                  |                    |
| Rāmiyān        | رامیان        | 86.210      | 36.270             | 49.939             | 1                  |                    |
| Torkaman       | ترکمن         | 79.978      | 53.970             | 53.970             | 0                  |                    |

## Produkte
Baumwolle, Kaviar, Reis und Getreide

## Golestan-Nationalpark und Hyrkanischer Wald
Von ökologischer Bedeutung für Iran ist der Golestan-Nationalpark. Es handelt sich um den ältesten iranischen Nationalpark, der ehemals aus zwei voneinander getrennten Schutzgebieten (1957) bestand. 1976 wurden die Schutzgebiete Almeh und Yashki zum Nationalpark heutiger Größe zusammengefasst (91.890 ha). Durch den Park führt der Asian Highway, was zu Überlegungen der Restrukturierung des Straßennetzes im Nationalpark führte, die aber noch nicht durchgesetzt wurden. Eine Durchschneidung des Parks führt zur Störung des ökologischen Gleichgewichts.
Neben einer reichhaltigen Flora beheimatet der Nationalpark über 150 verschiedene Vogelarten, darunter den seltenen Bartgeier. Anzutreffende Säugetiere im Golestan-Nationalpark sind unter anderen Braunbären, Leoparden, Schakale und verschiedene Huftiere (Wildschweine, Hirsche, Gazellen). Eine extrem seltene Unterart des Geparden ist in sehr geringen Populationen hier anzutreffen, während die ehemals in der Provinz Golestan beheimatete Unterart des Tigers (Kaspischer Tiger) hier (wie weltweit) ausgestorben ist.
Der Golestan-Nationalpark ist neben ökologischer auch von touristischer und kultureller Bedeutung. Er wurde am 5. Juli 2019 zusammen mit 14 anderen Waldgebieten in den Provinzen Golestan, Mazandaran und Gilan unter der Bezeichnung „Hyrkanische Wälder“ in das Weltnaturerbe der UNESCO aufgenommen.

## Bevölkerungszusammensetzung
Im Jahr 2006 schätzte die iranische Regierung die ethnische Aufteilung der Provinz auf:
| Ethnie                                                                          | Bevölkerungsanteil | Sprache                                    | Religion                            |
| ------------------------------------------------------------------------------- | ------------------ | ------------------------------------------ | ----------------------------------- |
| Turkmenen                                                                       | 34,2 %             | Turkmenisch                                | Islam (Sunnitisch)                  |
| Mazandaraner                                                                    | 30,4 %             | Mazandaranisch                             | Islam (Schiitisch)                  |
| Perser                                                                          | 14,9 %             | Persisch (meist Sistani)                   | Islam (meist schiitisch)            |
| Belutschen                                                                      | 10,9 %             | Belutschisch                               | Islam (sunnitisch)                  |
| Kizilbasch                                                                      | 7,3 %              | Turki (diverse türkische Dialekte in Iran) | Islam (Sufismus oder Zwölfer-Schia) |
| Andere (Aserbaidschaner, Kasachen, Kurden, Armenier, Georgier, Paschtunen etc.) | Insgesamt 2,3 %    | Diverse                                    | Islam oder Christentum              |